# Calape
Calape is een gemeente in de Filipijnse provincie Bohol op het gelijknamige eiland. Bij de census van 2015 telde de gemeente bijna 31 duizend inwoners.

## Geografie

### Bestuurlijke indeling
Calape is onderverdeeld in de volgende 33 barangays:
| - Abucayan Norte - Abucayan Sur - Banlasan - Bentig - Binogawan - Bonbon - Cabayugan - Cabudburan - Calunasan - Camias - Canguha | - Catmonan - Desamparados - Kahayag - Kinabag-an - Labuon - Lawis - Liboron - Lo-oc - Lomboy - Lucob - Madangog | - Magtongtong - Mandaug - Mantatao - Sampoangon - San Isidro - Santa Cruz - Sojoton - Talisay - Tinibgan - Tultugan - Ulbujan |

## Demografie
Calape had bij de census van 2015 een inwoneraantal van 30.863 mensen. Dit waren 717 mensen (2,4%) meer dan bij de vorige census van 2010. Ten opzichte van de census van 2000 was het aantal inwoners gegroeid met 2.942 mensen (10,5%). De gemiddelde jaarlijkse groei in die periode kwam daarmee uit op 0,66%, hetgeen lager was dan het landelijk jaarlijks gemiddelde over deze periode (1,84%).

De bevolkingsdichtheid van Calape was ten tijde van de laatste census, met 30.863 inwoners op 75,36 km², 409,5 mensen per km².
|  |  |